# Union des Vaterlandes
Die Union des Vaterlandes (arabisch الإتحاد من أجل الوطن al-Ittihad min adschl al-Watan) ist eine politische Partei in Libyen, gegründet im Jahre 2012. Ihre Hochburg ist das Munizip Misrata.
Die Partei wird von Abdurrahman Sewehli geleitet, einem prominenten Gegner des ehemaligen Führers Muammar al-Gaddafi. Die Partei unterstützt eine strenge Dezentralisierung der Macht auf lokaler Ebene, lehnt aber den Föderalismus ab. Sie schlägt ein semipräsidentielles System vor, das auf dem französischen Modell basiert. Dabei ruft sie zu einem konsequenten Bruch mit dem alten Regime auf und will Persönlichkeiten aus dem politischen Einfluss verbannen, die unter Gaddafis Regierung Posten hielten.
Die Union für Heimatland gewann bei der Wahl zum libyschen Nationalkongress 2012 zwei von 80 Sitzen. Im Zweiten Libyschen Bürgerkrieg ab 2014 nimmt sie auf der Seite der international anerkannten Regierung (GNA) teil. Sewehli reiste im Februar 2015 nach Kiew um Waffen zu kaufen und traf dort den Ukrainischen Außenminister Pawlo Klimkin.